# Altsasu (serie de televisión)
Altsasu es una miniserie española y rodada en euskera, centrada en una historia basada en el caso Alsasua. Asier Urbieta es el creador y director de la serie de televisión, siendo producida por Baleuko. Los guionistas son Harkaitz Cano, Mikel Álvarez y Andoni De Carlos. La primera temporada consta de 4 episodios y se estrenó el mes de diciembre de 2020 en ETB1, un canal autonómico del País Vasco (España).

## Sinopsis
La serie narra el conflicto que hubo antes, durante y después del ataque de varios jóvenes contra dos miembros de la Guardia Civil en un bar de la localidad de Alsasua en Navarra, España, después del cual, ocho jóvenes de la localidad terminaron procesados.

## Reparto
- Itziar Atienza como la abogada Leire Oskia.
- José Ramón Soroiz como Xabier Orellana, padre de Eki
- Jon Olivares como Urko Fernández de Bikuña
- Erik Probanza como Aitor Arano
- Nikola Zalduegi como Eki Orellana
- Asier Oruesagasti como Ander Sanz
- Aia Kruse como Naiara Urramendi
- Cristian Merchan como Carlos, teniente de la Guardia Civil
- Jorge Monje como Raúl, Sargento de la Guardia Civil
- Mireia Gabilondo como Olatz
- Koldo Olabarri como Mikel
- Yasmina Drissi como María Isabel, novia de Carlos
- Miren Arrieta como Itxaso, novia de Urko

## Producción
La directora de EITB, Maite Iturbe, anunció en marzo de 2019 que Euskal Telebista tiene la intención de realizar tres series de televisión cortas en la comisión de control del Parlamento Vasco. En noviembre de 2019, Eduardo Barinaga, director de ETB, anunció en una entrevista con Gure kasa que haría una serie de televisión sobre el caso Altsasu, y enfatizó su compromiso con la "ficción social". También mencionó que los familiares de los presos vieron el proyecto con buen ojo.
La serie de televisión está producida por la productora Baleuko y cuenta con la participación del canal ETB y TV3. Eider Gabilondo ha sido el director de producción e Idurre Cajaraville el productor ejecutivo. La serie fue dirigida por Asier Urbieta y el guion está compuesto por Harkaitz Cano, Mikel Alvarez y Andoni De Carlos, y el director de casting es Txabe Atxa.
El trabajo de documentación previo contó con la colaboración del entorno de los encausados para reconstruir los hechos, pero no fue así con la parte policial. Según su realizador en una entrevista en el periódico Noticias de Navarra: «intentamos ponernos en contacto con los guardias civiles, pero no quisieron acceder a ser entrevistados, por lo que tuvimos que documentarnos por otras vías. Ha sido una pena no haber podido escucharles».
La grabación comenzó el 21 de septiembre y duró unas cinco semanas. La mayoría de las grabaciones se realizaron en la localidad de los hechos, Alsasua, pero también se utilizaron las cárceles de Pamplona, Oyarzun y Segovia para diversas escenas.
Después de su estreno el 9 de enero de 2020, el realizador de la serie Asier Urubieta, señaló que había material suficiente para hacer una segunda temporada.

## Crítica y controversia
La emisión de la serie recibió una gran polémica en redes sociales, medios y políticos. Por un lado, medios de derecha o conservadores españoles como ABC resaltaron, la «falta de neutralidad» y que se cambiaba el foco de la culpa, alegando que «los condenados de Alsasua pasan a ser víctimas en una serie de ETB» y según La Razón, destacó qué «la televisión pública vasca tacha de borrachos y violentos a los guardias civiles».
Por otro lado, voces de partidos de derecha como Partido Popular y Ciudadanos, pidieron la «retirada inmediata» de la serie.